# Tomás González (gimnastyk)
Enrique Tomás González Sepúlveda (ur. 22 listopada 1985 w Santiago) – chilijski gimnastyk sportowy, złoty medalista igrzysk panamerykańskich, trzykrotny złoty medalista igrzysk Ameryki Południowej, uczestnik dwóch igrzysk olimpijskich.

## Igrzyska olimpijskie
W 2012 roku na igrzyskach olimpijskich w Londynie dwukrotnie awansował do finałów. W ćwiczeniach wolnych zajął czwarte miejsce ze stratą do podium 0,434 punktu. Tę samą pozycję zajął również w finale skoku, tracąc do medalowego miejsca 0,133 punktu.
Cztery lata później w Rio de Janeiro ponownie awansował do finału skok, w którym zajął siódme miejsce. Kwalifikacje w ćwiczeniach wolnych skończył na 14. pozycji, kończąc zawody w tej konkurencji.
| Igrzyska | Miejsce        | Konkurencja     | Kwalifikacje | Kwalifikacje | Finał  | Finał   |
| Igrzyska | Miejsce        | Konkurencja     | Punkty       | Pozycja      | Punkty | Pozycja |
| -------- | -------------- | --------------- | ------------ | ------------ | ------ | ------- |
| IO 2012  | Londyn         | Ćwiczenia wolne | 15,533       | 6. Q         | 15,366 | 4.      |
| IO 2012  | Londyn         | Skok            | 16,149       | 3. Q         | 16,183 | 4.      |
| IO 2016  | Rio de Janeiro | Ćwiczenia wolne | 15,066       | 14.          | NQ     | NQ      |
| IO 2016  | Rio de Janeiro | Skok            | 15,149       | 8. Q         | 15,137 | 7.      |

## Życie prywatne
W 2023 roku sportowiec wyoutował się w swojej autobiografii jako osoba homoseksualna.